# Neoscaptia leucodera
Neoscaptia leucodera là một loài bướm đêm thuộc phân họ Arctiinae, họ Erebidae.